# Омега (спецподразделение НГУ)
Отряд специального назначения по борьбе с терроризмом «Омега» (укр. Окремий загін спеціального призначення «Омега») — спецподразделение Национальной гвардии Украины. Подразделение сформировано для выполнения специальных мероприятий по борьбе с терроризмом в условиях крайнего осложнения обстановки.

## История
Отряд особого назначения «Омега» был создан 4 апреля 2003 года в составе отдельной бригады специального назначения внутренних войск МВД Украины «Барс» приказом командующего Внутренними войсками МВД Украины.
В дальнейшем, «Омега» была выведена из управления бригады «Барс», а также управления полковника Ковальского, и перешла в прямое подчинение МВД Украины, под руководство подполковника Эймана.
В 2009 году один офицер спецподразделения «Омега», капитан Сергей Карпушев, был направлен в состав полицейского контингента ООН в Восточном Тиморе (в общей сложности, в Восточный Тимор было направлено 10 сотрудников МВД Украины).

## Основные принципы комплектования
Подразделение укомплектовано десантниками, боевыми пловцами и специалистами по горной подготовке. Личный состав имеет высокую подготовку, обучен проведению антитеррористических мероприятий, освобождению заложников, ликвидации бандформирований, охране особо важных физических лиц:
- собеседование;
- соответствующая физическая подготовка, которая, в свою очередь превышает обычные требования к бойцу спецподразделения;
- не обязательное наличие спортивного разряда по одному из видов единоборств;
- отличное здоровье;
- сдача психологических тестов;
- предыдущая должность не ниже командира роты (в качестве исключения допускаются и молодые офицеры — выпускники Харьковской Академии внутренних войск МВД Украины).

## Вооружение и снаряжение
Информация о штате, вооружении, оснащении, характере боевой подготовки не раскрывается

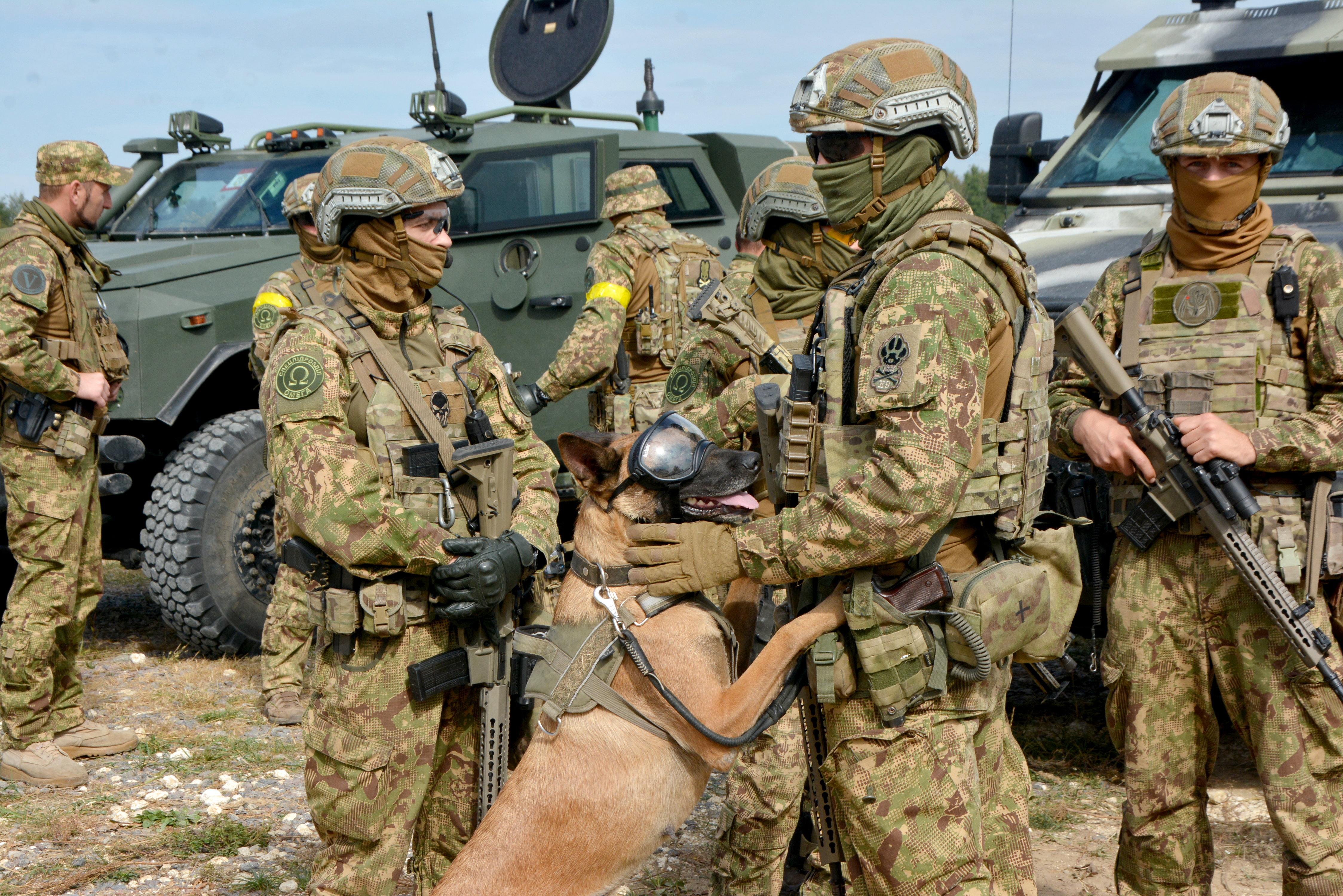
Бойцы подразделения во время учений

На вооружении находятся автоматические пистолеты АПС, автоматы Калашникова, снайперские винтовки и пулемёты ПК.
В 2003—2004 гг. в экипировку спецподразделения «Омега» было вложено 15 млн гривен.
По состоянию на октябрь 2010 года, на вооружении спецподразделения имелись пистолеты «Форт», автоматы АКМ, а также снайперские винтовки СВД и TRG-42
В 2013 году на вооружение спецподразделения начали поступать образцы израильского оружия, выпущенные по лицензии на Украине: пистолеты Jericho 941 («Форт-21»), автоматы TAR-21 («Форт-221»), TAR C21 «Commando» («Форт-223»), STAR-21 «Sniper Tavor» («Форт-222») и TAR M21 «Micro Tavor» («Форт-224»); снайперские винтовки «Форт-301» и пулемёты «Форт-401».
12 мая 2014 года сотрудникам «Омеги», действовавшим в районе Славянска, было направлено новое обмундирование и бронежилеты. 13 мая 2014 года сотрудники спецподразделения «Омега» получили новое обмундирование, пошитое в Германии.

## Деятельность
Личный состав подразделения участвует в тактико-специальных и военных учениях, в том числе — совместных учениях с военнослужащими других спецподразделений.
В январе 2005 года личный состав спецподразделения участвовал в обеспечении безопасности высших должностных лиц Украины во время инаугурации президента В. Ющенко.
В феврале 2013 года сотрудники спецподразделения были привлечены к охране арестованного экс-министра внутренних дел Ю. В. Луценко.
В январе 2014 года, во время событий Евромайдана, бойцы спецподразделения участвовали в обеспечении общественного порядка в Киеве. После осложнения обстановки в Киеве и введения 18 февраля 2014 года операции «Крепость» на территории города Киева, 20 февраля 2014 года двадцать сотрудников спецподразделения «Омега» были направлены на усиление подразделения «Беркут» на улицах Банковая и Институтская.
- 15 апреля 2014 года спецподразделение национальной гвардии «Омега», спецназ МВД и спецподразделение СБУ «Альфа» заняли аэродром в Краматорске; как сообщил советник министра внутренних дел Украины Станислав Речинский, жертв и пострадавших среди силовиков не имелось[16].
- после начала антитеррористической операции в Мариуполе, 17 апреля 2014 года сотрудники «Омеги» были переброшены к этому населённому пункту[17][18].
- 24 апреля 2014 года сотрудники «Омеги» и части Национальной гвардии участвовали в штурме Славянска[19], а 5 мая 2014 года бойцы отрядов спецназа МВД «Омега» и «Ягуар» вновь вступили в бой, заставив отступить вооружённую группу сепаратистов, шедшую на прорыв из города.

Во время российского военного вторжения на Украину, один из снайперов подразделения точным выстрелом ликвидировал цель, которая передвигалась на расстоянии 2710 метров. С начала вторжения, по состоянию на 2 августа 2023 года «Омега» потеряла 27 человек убитыми, пятерым из них присвоено звание Героя Украины посмертно.

## Командиры
- подполковник Новак Александр Викторович (2003—2010)
- полковник Стрельченко, Анатолий Николаевич[укр.] (2010—2012, 2013—2014)
- полковник Аллеров, Владислав Юрьевич (2017—2022)
- полковник Пивненко, Александр Сергеевич[22] (2018—2022)
- полковник Корженко, Дмитрий Юрьевич[укр.] (2014—2023)